# François Nicole (mathématicien)
Pour les articles homonymes, voir François Nicole et Nicole.
François Nicole, né à Paris le 23 décembre 1683 et mort dans la même ville le 18 janvier 1758, est un mathématicien français, auteur de travaux sur la cissoïde, les épicycloïdes et le calcul des différences finies (Traité du calcul des différences finies, 1717).

## Biographie
Il a fait ses études dans le collège des Jésuites de Paris. Son père, homme de lettres, lui a servi de répétiteur pendant ses études et destinait son fils à l'état ecclésiastique. Mais son goût des mathématiques s'est développé très tôt ce qui a amené l'abbé Étienne-Simon de Gamaches, membre de l'Académie royale des sciences à parler de lui à Pierre Rémond de Montmort. Ce dernier le prit comme élève alors qu'il avait 15 ou 16 ans. Il lui a ouvert les routes de la géométrie et l'a pris comme compagnon d'études pour l'aider dans ses recherches.
Il a présenté son premier mémoire à l'Académie royale des sciences sur une nouvelle méthode pour la théorie de la roulette en 1706, puis il entreprend d'écrire un traité sur les cycloïdes et les épicycloïdes en 1707. Joseph Saurin dit alors qu'il porterait l'algèbre au plus haut point où elle put être portée.
Il entre comme élève mécanicien le 10 mars 1707 à l'Académie royale des sciences à l'âge de 23 ans, dont il est plusieurs fois sous-directeur et directeur. Il devient adjoint mécanicien le 17 mai 1718 et pensionnaire mécanicien le 8 avril 1724. 
Il a commencé en 1717 un traité du calcul aux différences finies continué jusqu'en 1727. On ne s'était pas encore aperçu que les règles du calcul infinitésimal pouvaient être appliquées dans certaines circonstances au calcul de quantités finies. C'est le mathématicien anglais Brook Taylor qui avait commencé cette étude dans son livre Methodus incrementorum, publié en 1715. Nicole ayant senti l'intérêt de cette méthode a voulu la développer au maximum possible. Il est revenu en 1737 sur l'intérêt de la méthode des suites pour la résolution de plusieurs problèmes de la méthode inverse des tangentes.
En 1729, il a présenté à l'Académie son traité sur les lignes du troisième ordre. Ce sujet avait déjà été traité par Isaac Newton dans son livre Enumeratio linearum tertii ordinis publié en 1717. Nicole en a repris l'étude qui l'a conduit à quelques réflexions nouvelles sur les sections coniques. Il a alors déterminé un solide dont les différentes sections engendrent des courbes du troisième degré.
En 1730, il a donné un mémoire sur la théorie des jeux pour déterminer le sort de plusieurs joueurs de force inégale.
Son dernier mémoire sur les polygones réguliers inscrits ou circonscrits au cercle date de 1747.
En 1756, alors qu'il ne remplit plus de rôle scientifique actif dans l'Académie des sciences, il est désigné par l'Académie avec Pierre Charles Le Monnier comme commissaire pour examiner le tome III de Recherches sur différents points importants  du système du monde de Jean le Rond D'Alembert.
L'ouvrage d'Élisabeth Badinter précise que "ce très bon mathématicien fut le professeur de Pierre Louis Moreau de Maupertuis et lui resta attaché toute sa vie".